# Sforza degli Oddi

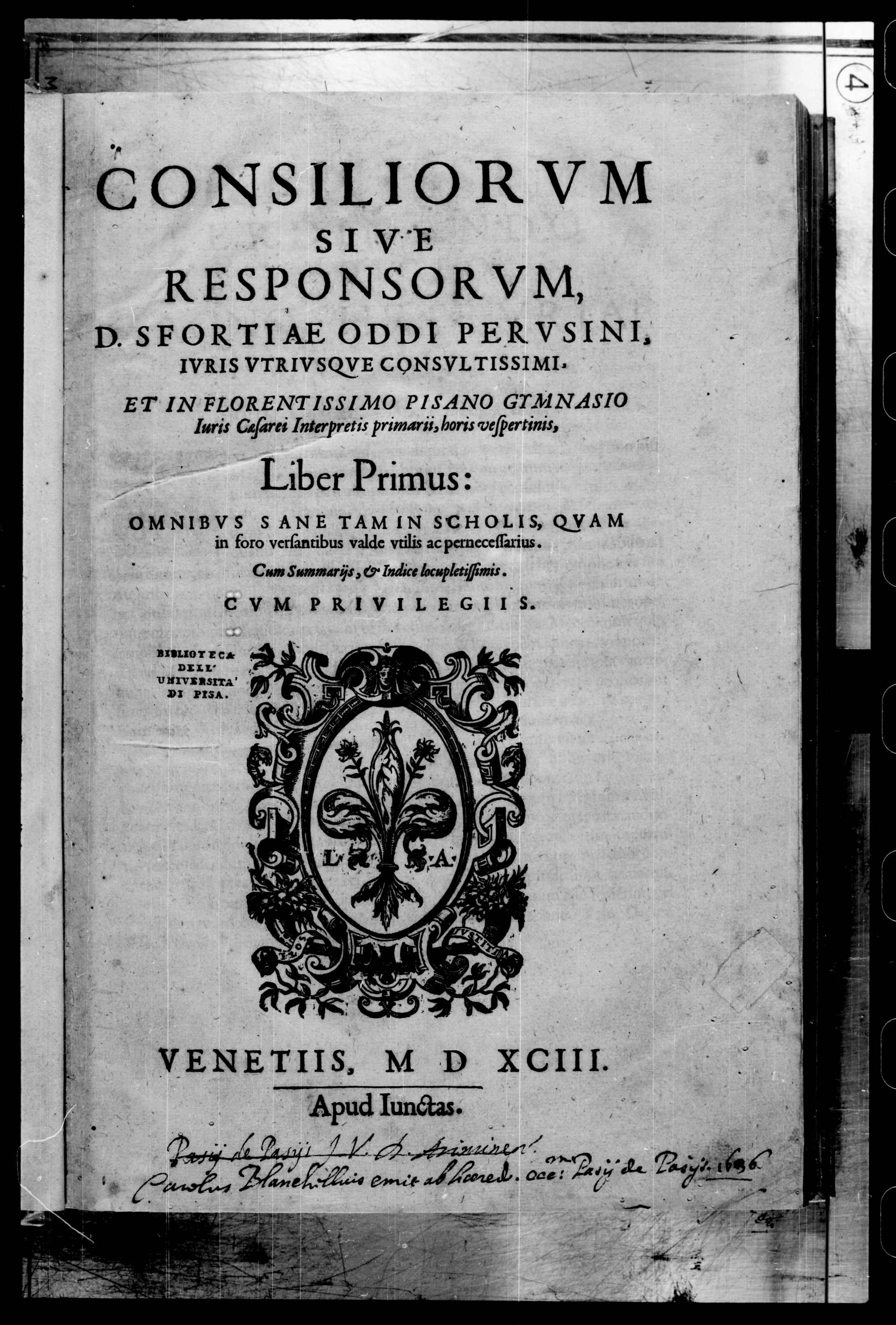
Consilia, 1593

Sforza Oddi (Perugia, 1540 – Parma, 1611) è stato un drammaturgo e giurista italiano.

## Biografia
Nato in seno alla nobile famiglia Oddi, affermatasi nella seconda metà del XV secolo, non è da confondersi con uno dei vari Sforza della più illustre famiglia perugina degli Oddi, pertanto la giusta forma del nome dell'intellettuale perugino è Sforza Oddi e non Sforza degli Oddi. Il prestigio della famiglia degli Oddi e la tendenza da parte della famiglia Oddi ad assumere un cognome che rimandasse nella forma a quello delle grandi famiglie nobili (con il de + ablativo in latino e quindi la conseguente preposizione articolata in italiano), hanno creato ben presto la suddetta confusione. Membro dell'Accademia degli Insensati di Perugia, ove era noto con il nome di Forsennato (l'usanza accademica soleva dare un soprannome ai propri membri), nel 1569 ottenne la cattedra di giurisprudenza nell'università perugina.
Negli anni successivi compose tre opere teatrali in prosa: Erofilomachia, 1572; I morti vivi, 1576; La prigione d'amore, 1580. Le opere, debitrici della commedia latina nel loro impianto e nella caratterizzazione dei personaggi, furono però caratterizzate non dagli intrighi tipici delle commedie cinquecentesche ma dal senso del patetico e del drammatico, in genere più adatti al moderno dramma. Ne risultarono dei lavori pervasi di moralità dei sentimenti, tanto che l'abate Bernardino Pino da Cagli aggiunse, in una successiva edizione dell'Erofilomachia un discorso elogiativo sull'opera.

## Opere

### Teatro
- L'Erofilomachia, overo il duello d'amore, & d'amicitia, 1572.
- I morti vivi, 1576.
- La prigione d'amore, 1580.

### Giurisprudenza
- Compendiosae substitutionis Tractatus, 1571.
- De restitutione in integrum tractatus, 1584.
- (LA) Consilia, Venezia, Lucantonio Giunta, 1593.
- Tractatus de substitutionibus..., Francofurti: e Collegio Musarum Paltheniano, 1600.
- De fideicommissis per alienationis prohibitionem inducendis, ac rescindendis per divisionem, 1622.